# Samuel Alexander
Samuel Alexander, född den 6 januari 1859 i Sydney i Australien, död den 13 september 1938 i Manchester i England, var en brittisk filosof. Han utvecklade ett metafysiskt paradigm om emergent evolution, som innefattar bl.a. rum, tid och gudomlighet.
Efter studier i Melbourne kom Alexander till Oxford 1877 med hjälp av ett stipendium. Han vann 1887 ett erkännande för sin essä om evolutionär etik. Alexander visade intresse för evolution, varför han måste avstå från ett forskarstipendium för att studera 1890–1891 experimentell psykologi hos Hugo Münsterberg i Tyskland. 1893 blev han professor vid ett universitet i Manchester, där han stannade kvar fram till sin avgång 1924. Han tilldelades Order of Merit 1930.
Bland hans främsta verk märks The basis of realism (1914) och Space, time and deity (2 band, 1920).